# Phelsuma standingi
Phelsuma standingi är en ödleart som beskrevs av  Paul Ayshford Methuen och HEWITT 1913. Phelsuma standingi ingår i släktet Phelsuma och familjen geckoödlor. IUCN kategoriserar arten globalt som sårbar. Inga underarter finns listade i Catalogue of Life.